# Fabio Storchi
Fabio Storchi (Campagnola Emilia, 17 dicembre 1948) è un imprenditore italiano.

## Biografia
Nel 2003 è tra i fondatori del Club Meccatronica che unisce imprenditori, manager, tecnici, docenti universitari e liberi professionisti interessati a sviluppare la cultura tecnica e gli ambiti industriali di intervento della tecnologia meccatronica.
Dal 2013 al 2017 è stato presidente di Federmeccanica (Federazione sindacale dell'industria metalmeccanica italiana).
Nel 2016 è stato reggente censore del Consiglio di Reggenza presso la sede di Bologna della Banca d’Italia.
Nel 2018 è stato nominato presidente di Unindustria Reggio Emilia (Associazione Industriali della Provincia di Reggio Emilia e di PMI Reggio Emilia).
Nel 2019 è diventato membro del Consiglio Generale di Confindustria

## Riconoscimenti
Nel settembre 2016, per Comer Industries ha ricevuto dal Presidente della Repubblica, Sergio Mattarella, il “Premio dei Premi”, per aver saputo portare nel mondo come leader di settore l’immagine di eccellenza italiana, conseguendo numerosi premi a livello nazionale. Il riconoscimento è stato istituito dalla Presidenza del Consiglio dei Ministri, su mandato del Presidente della Repubblica, nell’ambito della Giornata Nazionale dell’Innovazione.